# Psapharochrus nigroocellatus
Psapharochrus nigroocellatus är en skalbaggsart som först beskrevs av Friedrich F. Tippmann 1960.  Psapharochrus nigroocellatus ingår i släktet Psapharochrus och familjen långhorningar. Inga underarter finns listade i Catalogue of Life.